# Parafia Narodzenia Najświętszej Maryi Panny w Rożniątowie
Parafia Narodzenia Najświętszej Maryi Panny w Rożniątowie – parafia rzymskokatolicka, znajdująca się w diecezji opolskiej, w dekanacie Strzelce Opolskie.
Parafię obsługuje proboszcz parafii Świętych Apostołów Szymona i Judy Tadeusza w Szymiszowie.